# Schloss Meiselberg

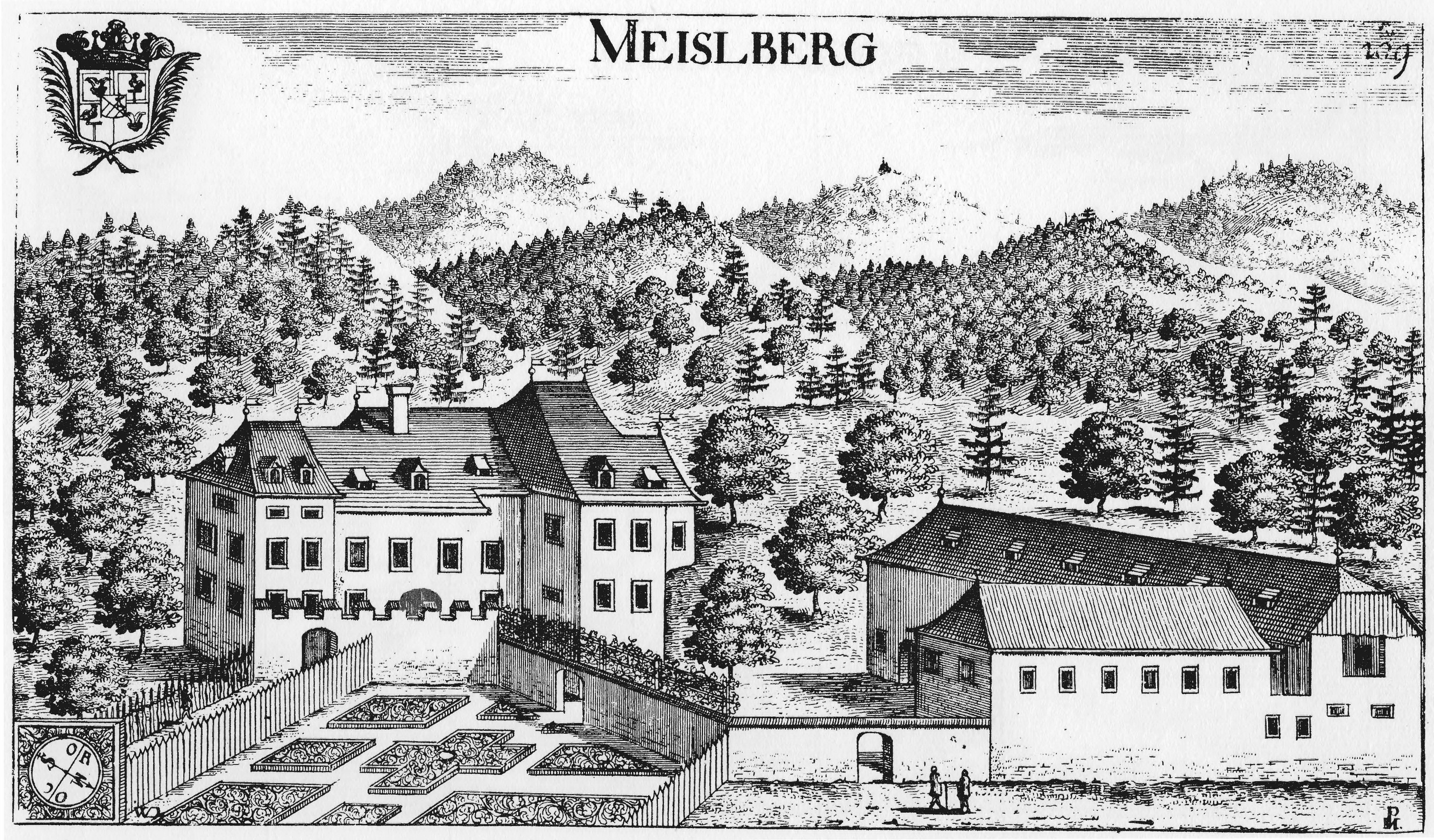
Valvasors Kupferstich von 1680

Schloss Meiselberg ist ein Schloss bei Maria Saal in Kärnten, das vermutlich im 16. Jahrhundert entstand. Das Gebäude befindet sich heute in Privatbesitz und ist nicht öffentlich zugänglich.

## Geschichte

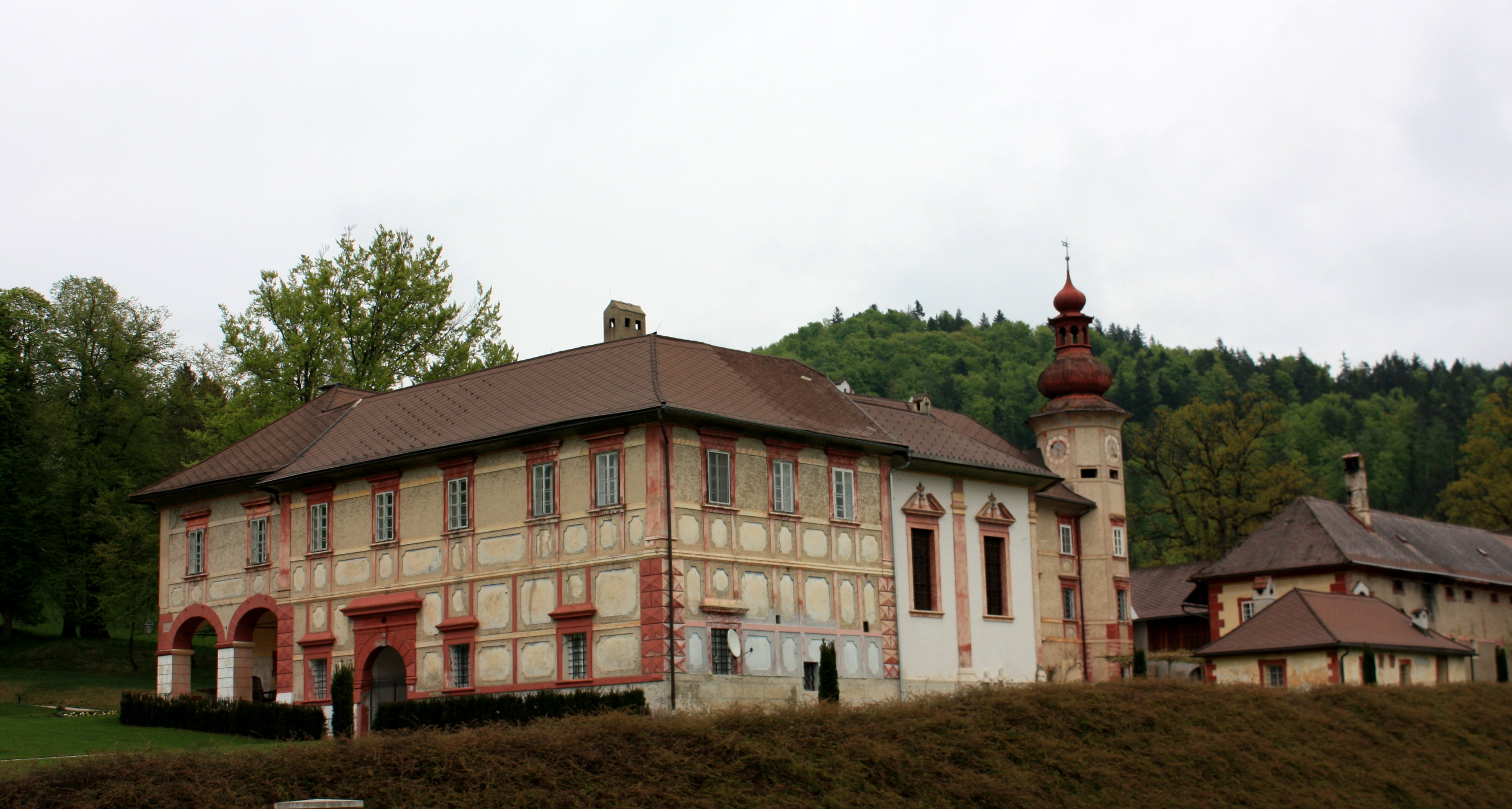
Schloss Meiselberg

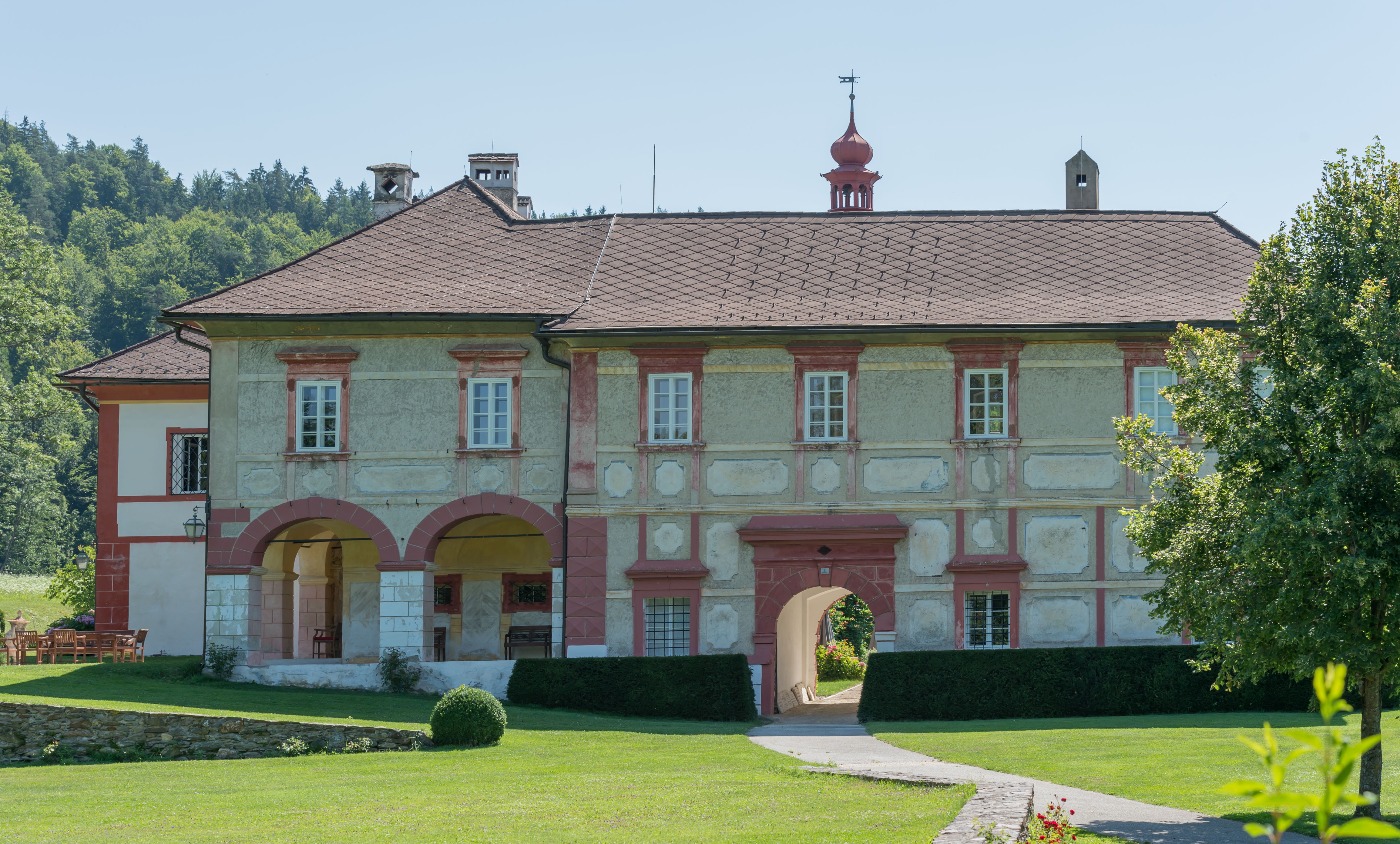

Die genaue Entstehungszeit und der Erbauer des Schlosses sind unbekannt. Unter Hans Christoph von Metnitz, der das Schloss 1595 von den Erben Hieronymus von Meiselbergs gekauft hatte, wurde das Schloss im 17. Jahrhundert erweitert. Es wechselte mehrfach den Besitzer und gelangte 1694 an Hans Adam Stampfer von Walchenberg, Mitglied einer vermögenden Gewerkenfamilie aus Öblarn. Dessen Nachfahren ließen das Schloss im 18. Jahrhundert im barocken Stil aus- und umbauen. 
Das Schloss ging 1793 an Dismas Graf Christalnigg über, dessen Nachfahre das Gut 1919 an Marie Gräfin Wydenbruck verkaufte. Deren Tochter Helene Gräfin Desfours-Walderode überließ es 1941 ihrer Cousine Marie Therese Fürstin von Hanau, einer Tochter des Fürsten Karl Georg Fugger von Babenhausen und seiner Frau Eleonora, Prinzessin zu Hohenlohe-Bartenstein. Fürst Karl Fugger war ein Sohn des Fürsten Karl Ludwig Fugger von Babenhausen und dessen Gemahlin Friederike Gräfin Christalnigg aus Meiselberg, die beide dort bereits viel Zeit verbracht hatten. 
Seither gehört der Besitz den Fürsten von Hanau zu Hořowice, Grafen von Schaumburg (siehe auch: Stammliste des Hauses Hanau-Hořovice).

## Architektur
Das mehrgeschoßige Schloss besitzt einen unregelmäßigen, hufeisenförmigen Grundriss. Teile, wie der dreigeschoßige Eckturm mit einem Zwiebeldach oder zwei Fassadentürmchen, stammen noch aus dem 16. Jahrhundert, die Flügelanbauten wurden im 17. beziehungsweise 18. Jahrhundert erschaffen. Besonderheiten der äußeren Gestaltung sind ein Arkadengang und die farbliche Gestaltung der Fassaden, die teilweise marmoriert sind. 
Im großen Saal des Schlosses befindet sich ein Deckengemälde von Josef Ferdinand Fromiller, das Abels Tod thematisiert.

## Dreifaltigkeitskapelle
Bereits 1700 wurde eine kleine Heilige-Dreifaltigkeits-Kapelle am Schloss angebaut, in der ein Altarbild die Auferstehung Christi zeigt. Ein Deckengemälde von Anton Zoller und eine Dreifaltigkeitsgruppe aus dem Jahr 1710 sowie Stuckarbeiten von Kilian Pittner schmücken die Kapelle. Sie dient auch als Bestattungsplatz der Schlossbesitzer und deren Familie. In der Kapelle wurden unter anderem Gräfin Minky von Wydenbruck, Besitzerin ab 1919, die Grafen Christalnigg und Gräfin Paula Vojkffy, die sich 1886 auf Schloss Meiselberg das Leben nahm, beerdigt. In der Schlosskapelle befinden sich auch die sterblichen Überreste der Fürstin Nora Fugger, geb. Prinzessin von Hohenlohe-Bartenstein, die besonders durch ihre Eindrücke aus der Zeit der österreichisch-ungarischen Monarchie „Im Glanz der Kaiserzeit“ bekannt wurde und neben der Fürstin Pauline Metternich eine bekannte Salonnière im Wien des ausgehenden 19. Jahrhunderts war.